# Кубок Німеччини з футболу 1957

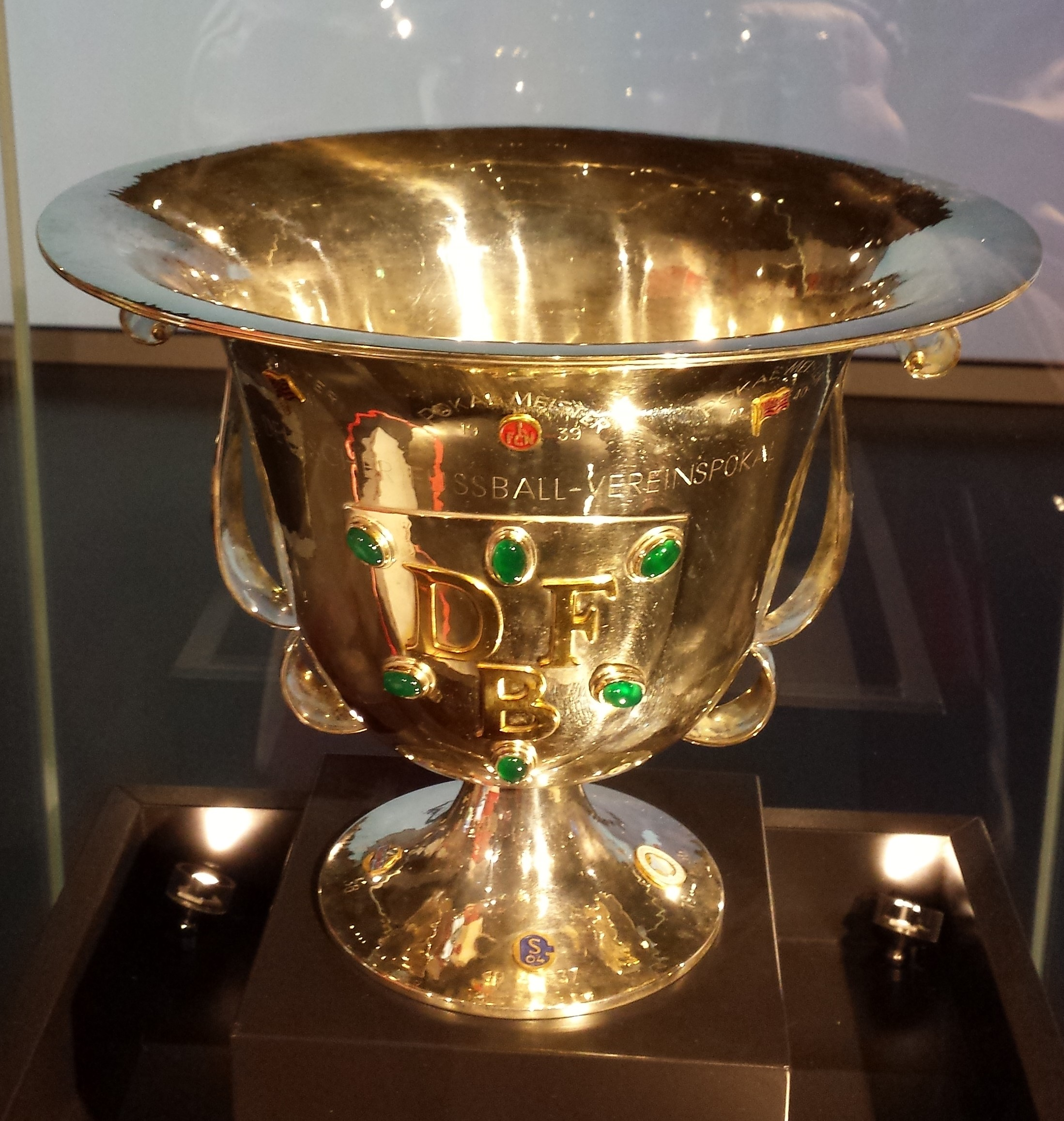

Кубок Німеччини з футболу 1957 — 14-й розіграш кубкового футбольного турніру в Німеччині. П'ятий кубковий турнір на території Федеративної Республіки Німеччина після закінчення Другої світової війни. У кубку взяли участь 5 команд, по одній від кожної федеральної області. Переможцем кубка Німеччини вперше стала мюнхенська Баварія.

## Кваліфікаційний раунд
| Команда 1                        | Рахунок | Команда 2 |
| -------------------------------- | ------- | --------- |
| 4 серпня 1957                    |         |           |
| Шпандауер-1894 (Західний Берлін) | 1:4     | Баварія   |

## Півфінали
| Команда 1             | Рахунок | Команда 2  |
| --------------------- | ------- | ---------- |
| 17 листопада 1957     |         |            |
| Баварія               | 3:1 дч  | Саарбрюкен |
| 24 листопада 1957     |         |            |
| Фортуна (Дюссельдорф) | 1:0     | Гамбург    |

## Фінал
| 29 грудня 1957 14:00 (CET) |

| Баварія   | 1:0      | Фортуна (Дюссельдорф) |
| --------- | -------- | --------------------- |
| Йобст 78' | Протокол |                       |

| Розенауштадіон, Аугсбург Глядачів: 40 000 Арбітр: Альберт Душ |